# William E. Thornton
William Edgar Thornton (* 14. April 1929 in Faison, North Carolina; † 11. Januar 2021 in Fair Oaks, Texas) war ein US-amerikanischer Astronaut. 
Thornton erhielt 1952 einen Bachelor in Physik von der University of North Carolina at Chapel Hill und wurde dort 1963 in Medizin promoviert.
Nach seinem Physikstudium durchlief Thornton das Reserve Officer Training Corps der Air Force. Von 1956 bis 1959 war er Chefingenieur bei Del Mar Engineering Labs in Los Angeles. Anschließend nahm er ein Medizinstudium auf. Sein Praktikum schloss er 1964 am Wilford-Hall-Krankenhaus der Air Force auf der Lackland Air Force Base in San Antonio ab. Als Arzt kehrte er in den aktiven Dienst der Air Force zurück und wurde der medizinischen Luft- und Raumfahrtabteilung auf der Brooks Air Force Base zugeteilt, wo 1964 er auch seine Grundausbildung zum Fliegerarzt absolvierte. Schon während seines Militärdienstes arbeitete er im Bereich der medizinischen Weltraumforschung. Er entwickelte und konstruierte das erste Gerät zur Massebestimmung im Weltraum, das noch heute im Einsatz ist.

## Astronautentätigkeit
Im August 1967 wurde Thornton als Wissenschaftsastronaut von der NASA ausgewählt. Er absolvierte das notwendige Flugtraining auf der Reese Air Force Base in Texas. Thornton war in der Ärztemannschaft des sehr erfolgreichen Skylab Medical Experiments Altitude Test (SMEAT), einer 56-tägigen Simulation einer Skylab-Mission, die der medizinischen Grundlagenforschung sowie der Erprobung von Ausrüstung und Verfahren diente. Thornton war auch der Missionsspezialist bei SMD III, einer Simulation einer Spacelab Life Sciences Mission.
Thornton war Mitglied der Unterstützungsmannschaften für die Missionen Skylab 2, 3 und 4. Er war zuständig für die Experimente zur Massebestimmung, Körpervermessung, Hämodynamik, Flüssigkeitsverlagerung beim Menschen und körperlichen Verfassung. Er dokumentierte als erster die Verlagerung und den Verlust von Flüssigkeiten einschließlich der Größenzunahme und dem rapiden Muskelschwund während eines Raumflugs.
Als Mitglied einer Entwicklungsgruppe des Astronautenbüros war Thornton verantwortlich für die Entwicklung von Vorgehensweisen und Techniken für aussetzbare Nutzlasten und die Verfassung der Besatzung während des Fluges. Während der ersten Space-Shuttle-Missionen setzte er seine Forschungen zum Kreislauf, Muskeln, Knochen und Nervensystem fort. Er entwickelte das Laufband für das Space Shuttle und verschiedene andere Bordgeräte. Inzwischen hält Thornton über 35 Patente, die von militärischen Waffensystemen bis zur ersten Real-Time-EKG-Computeranalyse reichen.  

### STS-8
Am 30. August 1983 flog Thornton mit der Raumfähre Challenger zum ersten Mal ins All. Diese Mission war der erste Flug eines Space Shuttle, bei dem sowohl Start als auch Landung in der Nacht erfolgten. Die Fracht bestand aus dem indischen Mehrzwecksatelliten Insat 1-B. Bei diesem Flug führte Thornton zahlreiche anatomische Untersuchungen durch und setzte damit seine bisherigen Forschungen in diesem Bereich auch im Weltraum fort.

### STS-51-B
Am 29. April 1985 flog Thornton erneut mit der Raumfähre Challenger in den Weltraum. Die Nutzlast der Mission bestand aus dem Spacelab der Europäischen Weltraumorganisation (ESA). Mitgeführt wurden 15 Experimente, vor allem zur Untersuchung von Flüssigkeiten und Werkstoffen im schwerelosen Raum. Für biologische Untersuchungen waren zudem zwei Affen und 24 Nagetiere an Bord. 14 Experimente konnten erfolgreich durchgeführt werden. Außerdem wurde der Wissenschaftssatellit NUSAT ausgesetzt.

## Nach der NASA
Nach seinem Ausscheiden aus der NASA im Jahr 1994 wurde Thornton klinischer Assistenzprofessor in der medizinischen Abteilung der University of Texas Medical Branch in Galveston; er arbeitete ferner als Professor an der University of Houston-Clear Lake.

## Privates
William Thornton und seine Frau Elizabeth haben zwei Kinder.